# Byadarahalli, Turuvekere
Byadarahalli là một làng thuộc tehsil Turuvekere, huyện Tumkur, bang Karnataka, Ấn Độ.